# Johnnie Ray
Johnnie Ray, född 10 januari 1927 nära Dallas, Oregon, USA, död 24 februari 1990, Los Angeles, Kalifornien, var en amerikansk  sångare, räknas som en av de främsta under skiftet mellan smörsång och rocken, blev känd som den gråtande sångaren.

## Diskografi i urval
Studioalbum
- Johnnie Ray (1952)
- I Cry For You (1955)
- The Big Beat (1957)
- 'Till Morning (1958)
- On The Trail (1959)
- A Sinner Am I (1959)
- Johnnie Ray (också känd som Till the Clouds Roll By) (1962)
- Yesterday, Today and Tomorrow (1976)

Hitsinglar (topp 10 på Billboard Hot 100)
- 1951 – "Cry" (med Four Lads) (#1)
- 1951 – "The Little White Cloud That Cried" (med Four Lads) (#2)
- 1952 – "Please, Mr. Sun" (med Four Lads) (#6)
- 1952 – "Here Am I-Broken Hearted" (med Four Lads) (#8)
- 1952 – "Walkin' My Baby Back Home" (#4)
- 1953 – "Somebody Stole My Gal" (#8)
- 1956 – "Just Walkin' in the Rain" (#2)
- 1957 – "You Don't Owe Me a Thing" (#10)